# K-278 Komsomolets
K-278 Komsomolets là chiếc Plavnik duy nhất của Dự án 685 (có tên là "vây", còn được biết đến với tên theo báo cáo của NATO là tàu ngầm tấn công hạt nhân "Mike" của Hải quân Liên Xô). Vào ngày 4 tháng 8 năm 1984 K-278 lặn sâu kỷ lục 1.020 mét (3.350 feet) trên biển Na Uy. Chiếc tàu bị đắm năm 1989 và hiện đang nằm ở đáy biển Barents, ở sâu một dặm, với lò phản ứng hạt nhân và hai đầu đạn hạt nhân vẫn còn trên tàu. Tàu của Dự án 685 duy nhất được phát triển để thử nghiệm công nghệ cho tàu ngầm hạt nhân thế hệ thứ tư của Liên Xô. Mặc dù chủ yếu là một mô hình phát triển, nó hoàn toàn có khả năng chiến đấu, nhưng đã chìm sau khi một đám cháy bùng phát trong khoang kỹ thuật phía sau trong cuộc tuần tra hoạt động đầu tiên.
Komsomolets đã có thể nổi lên sau khi đám cháy bắt đầu và duy trì hoạt động trong khoảng 5 giờ trước khi chìm. Trong số 42 thuyền viên đã chết, chỉ có bốn người chết vì lửa và khói, trong khi 34 người chết vì hạ thân nhiệt và chết đuối trong vùng nước lạnh lẽo trong khi chờ giải cứu mà cứu hộ không đến kịp. Mất mát gây sốc này đã dẫn đến một cuộc điều tra rất công khai.

## Thiết kế
Project 685 được thiết kế bởi Cục thiết kế Rubin nhằm đáp ứng thách thức phát triển tàu ngầm tiên tiến có thể mang theo hỗn hợp ngư lôi và tên lửa hành trình với đầu đạn hạt nhân hoặc thông thường. Lệnh thiết kế tàu ngầm được ban hành vào năm 1966 và thiết kế được hoàn thành vào năm 1974. Keel đầu tiên (và duy nhất) được đặt vào ngày 22 tháng 4 năm 1978 tại Severodvinsk. K-278 được hạ thủy vào ngày 3 tháng 6 năm 1983 và được đưa vào hoạt động vào ngày 28 tháng 12 năm 1983.
K-278 có thân tàu đôi, lớp bên trong được làm bằng titan, giúp nó có thể lặn ở độ sâu lớn hơn nhiều so với các tàu ngầm tốt nhất của Mỹ. Vỏ áp lực bao gồm bảy khoang với khoang thứ hai và thứ ba được bảo vệ bởi các vách ngăn phía trước và phía sau mạnh hơn tạo ra một "vùng an toàn" trong trường hợp khẩn cấp. Một khoang thoát hiểm được lắp trong khoang phía trên cho phép thủy thủ đoàn từ bỏ tàu trong trường hợp khẩn cấp dưới nước. Các ước tính ban đầu của tình báo phương Tây về tốc độ K-278, dựa trên giả định rằng nó được cung cấp bởi một cặp Lò phản ứng kim loại lỏng-chì-Bismut. Khi Liên Xô tiết lộ rằng tàu ngầm đã sử dụng một lò phản ứng nước áp lực thông thường OK-650b-3, các ước tính tốc độ này đã bị hạ thấp.

## Thủy thủ đoàn
Theo Norman Polmar và Kenneth J. Moore - hai chuyên gia phương Tây về thiết kế và vận hành tàu ngầm của Liên Xô - thiết kế tiên tiến của Dự án 685 bao gồm nhiều hệ thống tự động, trình tự, đã cho phép ít thuyền viên hơn so với dự kiến cho một tàu ngầm có kích cỡ lớn. Bảng điều khiển được Bộ Quốc phòng Liên Xô phê duyệt năm 1982 đã sắp xếp một thủy thủ đoàn chỉ có 57 người. Điều này sau đó đã được tăng lên thành 64: 30 sĩ quan, 22 sĩ quan dự bị và 12 sĩ quan nhỏ và thủy thủ.

## Tàu ngầm K-278 có tên
Vào tháng 10 năm 1988, K-278 đã được vinh danh khi trở thành một trong số ít các tàu ngầm Liên Xô được đặt tên thật: Komsomol (có nghĩa là "một thành viên của Komsomol"), và sĩ quan chỉ huy của tàu, Đại úy Cấp 1 Yuriy Zelenskiy đã thực hiện lặn sâu đến độ sâu 1.020 mét (3.350 feet).

## Tai nạn
Vào ngày 7 tháng 4 năm 1989, trong vùng biển Na Uy, cách đảo Ours 180 km về hướng Tây Nam và cách bờ biển Na Uy 490 km, chiếc tàu ngầm đang trở về căn cứ sau một chuyến công tác ở độ sâu bình thường.
Lúc 11 giờ, các thủy thủ ca đầu đã thức giấc, trong khi ca ba sắp sửa dùng bữa trưa. Viên sĩ quan trực Alexandre Verezgov thu thập các báo cáo của từng khoang. Anh thản nhiên báo cáo vào micro: "Đã kiểm tra khoang số 7. Độ ngăn cách và thành phần không khí bình thường. Không có gì báo cáo".
Lúc 11 giờ 03, một tín hiệu phát ra trên bảng điều khiển của anh cơ khí viên trực Viatcheslav Youdine: "Nhiệt độ trong khoang số 7 cao hơn 70 độ C". Youdine thông báo với viên thuyền trưởng, ông này đã ban lệnh báo động toàn diện. Tiếng còi hú vang khắp các khoang. Những sĩ quan chạy bộ về phòng chỉ huy. Thuyền trưởng liên tục gọi khoang số 7 có lẽ đang bị lửa hoành hành, nhưng không nghe trả lời. Youdine đề nghị: "Thưa thuyền trưởng, cần cho khí freon vào khoang số 7 gấp".
Thuyền trưởng Evgueni Vanine do dự - khí freon là một hỗn hợp khí có thể ngăn lửa lan tràn, nhưng nó cũng gây tử vong chắc chắn cho ai ở trong khu vực có nó. Nhưng anh thủy thủ trực khoang số 7 vẫn không có động tỉnh gì qua liên lạc... thế là thuyền trưởng bèn quyết định: "Cho freon vào khoang số 7!". Kể từ giây phút đó, thủy thủ Nodar Boukhnikachvili chẳng còn cơ may nào sống sót. Mọi người đều hi vọng đây sẽ là nạn nhân duy nhất cho sự cố trên.
Khí freon lẽ ra đã có thể dập tắt được ngọn lửa tại khoang số 7 nhưng một ống dẫn khí nén bị đứt, hơi khí nén này như mồi lửa của một ngọn đèn xì, khoang số 7 bị biến thành một lò lửa.
Vài giây sau, một tia lửa đã bén vào khoang số 6 cạnh đó. Những thủy thủ trong ấy không có cả thời gian để mang mặt nạ phòng hơi độc. Chỉ trong thoáng chốc, cả nơi đây đã biến thành một biển lửa. Thủy thủ đoàn cho dừng máy phát điện bên trái, còn máy bên phải thì bị hỏng tự dừng hoạt động. Bộ phận an toàn tự động của lò phản ứng đã bật, chiếc tàu ngầm tự dừng lại. Trong khi lặn, tình huống đó nguy hiểm hơn là sự trục trặc của một động cơ của một phi cơ đang bay. Phi cơ còn có thể lượn, còn tàu ngầm thì sẽ chìm thẳng.
Nguyên nhân sự cố thực sự vẫn chưa được xác định. Một nguyên nhân có thể là sự đánh lửa của thiết bị điện (máy tách dầu).

## Hậu quả
Ngoài tám ngư lôi tiêu chuẩn của tàu, K-278 còn mang theo hai ngư lôi được trang bị đầu đạn hạt nhân. Dưới áp lực của Na Uy, Liên Xô đã sử dụng tàu lặn dưới biển sâu hoạt động từ tàu nghiên cứu hải dương học Akademik Mstislav Keldysh để tìm kiếm K-278. Vào tháng 6 năm 1989, hai tháng sau khi chìm, xác tàu đã được định vị. Các quan chức Liên Xô tuyên bố rằng bất kỳ rò rỉ có thể là không đáng kể và không gây ra mối đe dọa cho môi trường.
Việc kiểm tra xác tàu vào tháng 5 năm 1992 cho thấy các vết nứt dọc theo toàn bộ chiều dài thân tàu bằng titan, một số trong đó rộng 30–40 cm (12 -16 inch), cũng như có thể nứt lan vào trong các ống làm mát lò phản ứng. Một cuộc khảo sát hải dương học của khu vực vào tháng 8 năm 1993 đã cho thấy rằng nước tại khu vực này không bị trộn lẫn theo chiều dọc, và do đó, đời sóng biển trong khu vực không bị ô nhiễm nhanh chóng.
Một cuộc thám hiểm vào giữa năm 1994 đã tiết lộ một số rò rỉ plutoni từ một trong hai ngư lôi hạt nhân. Vào ngày 24 tháng 6 năm 1995, Keldysh đã lên đường trở lại từ St. Petersburg đến tàu để hàn kín các vết nứt thân tàu ở Khoang 1 và che đầu đạn hạt nhân, và tuyên bố thành công vào cuối cuộc lặn tiếp theo vào tháng 7 năm 1996. Chính phủ Nga đã tuyên bố nguy cơ ô nhiễm phóng xạ của môi trường không đáng kể cho đến năm 2015 hoặc 2025.
Chính quyền Na Uy từ Cơ quan Bức xạ và Cơ quan Môi trường Biển đã lấy một số mẫu vào tháng 8 năm 2008 và không tìm thấy bức xạ nào. Họ đã kiểm tra các chất phóng xạ khác nhau bao gồm các chất phát gamma, plutonium, americium và strontium.
Năm 1993, Phó đô đốc (đã nghỉ hưu) Chernov, một chỉ huy của tàu ngầm Komsomolets, đã thành lập Hội tưởng niệm tàu ngầm hạt nhân Komsomolets, và một tổ chức từ thiện để hỗ trợ các góa phụ và trẻ mồ côi của thủy thủ đoàn. Kể từ đó, điều lệ của Hội đã mở rộng để cung cấp hỗ trợ cho gia đình của tất cả thủy thủ đoàn tàu ngầm Liên Xô và Nga bị mất trên biển. Ngoài ra, ngày 7 tháng 4 đã trở thành một ngày tưởng niệm cho tất cả các tàu ngầm bị mất trên biển.